# Joe Matt
Joe Matt (Lansdale, 3 settembre 1963 – 18 settembre 2023) è stato un fumettista statunitense, noto per la serie autobiografica a fumetti Peepshow.

## Biografia
Joe Matt è nato e cresciuto a Lansdale, Pennsylvania, un sobborgo borghese di Filadelfia . Aveva tre fratelli. Sua madre era una casalinga, suo padre ha svolto diversi lavori, tra cui proprietario di un negozio di tappeti e per un lungo periodo ha lavorato per Amtrak; nelle parole di Matt, "sembrava passare spesso da un lavoro all'altro".